# Peter George Francis Young
Peter George Francis Young, britanski general, * 1912, † 1976.